# Revoada
 Revoada é um filme brasileiro de 2008, do gênero drama, escrito e dirigido por José Umberto Dias.

## Sinopse
Lampião, o Rei do Cangaço, foi morto na noite de 28 de julho de 1938. Seu bando remanescente tinha oito homens e duas mulheres, que se revoltaram diante da emboscada desleal a seu chefe. Esse bando trazia consigo muito dinheiro e outro. Perseguido pela polícia o grupo debanda, vivendo uma série de conflitos internos. A fuga, através das pedras, é caracterizada pela tensão, amizade, resistência, violência, sonhos, amor e medo da morte. Eles viveram o crepúsculo do cangaço.

## Elenco
- Jackson Costa .... Lua Nova
- Annalu Tavares .... Jurema
- Nelito Reis .... Gavião
- Edlo Mendes .... Gato
- Aldri Anunciação .... Gitirana
- Bernardo Del Rey .... Pancada
- Nayara Homem .... Maria de Pancada
- Caio Rodrigues .... Diferente
- Sérgio Telles .... Elétrico
- Gil Teixeira .... Suspeita
- Christianne Veigga .... Baronesa de Água Branca
- Carlos Betão .... Tião

## Ficha Técnica
- José Umberto Dias ... Direção / Roteiro / Produção
- Trilha sonora ... João Omar
- Fernando Moraes .... Assistente de Direção
- Fábio Ornellas ... Assistente de Direção
- Rex Schindler ... Produção
- Mush Emmons ... Direção de Fotografia
- Walter Webb ... Produção Executiva
- Claudete Pontes ... Direção de Produção
- Lilian Navarro ... Direção de Produção
- Severino Dadá ... Montagem Seletiva
- André Sampaio ... Montagem Seletiva
- Wilson D'Argollo ... Maquiagem e Caracterização
- Zuarte Júnior ... Direção de Arte
- Maurício Martin ... Figurino
- Paulo Cesar Batistela (Nietzsche) ... Efeitos Especiais e Cenotécnica
- José Melito ... Técnico de Som
- Denis Melito ... Assistente de Som
- Luis Eduardo Gomes ... Edição de Som
- Fabio Marc ... Som Adicional
- Calil Neto ... Still Fotográfico

## Curiosidades
- Um dos três projetos vencedores do edital do Ministério da Cultura para produções cinematográficas de baixo orçamento;
- Rodado na Chapada Diamantina (BA);
- O filme entra em cartaz nos cinemas de todo o Brasil no dia 15/8/24, com distribuição da Abará Filmes, do cineasta Vítor Rocha, com coordenação de Walter Lima, da VPC Cinemavídeo.
- A distribuição de Revoada conta com o apoio financeiro do Governo do Estado da Bahia, através da Secretaria de Cultura, via Lei Paulo Gustavo do Ministério da Cultura do Governo Federal .
- A produção conta com apoio do Fundo de Cultura da Bahia, via Secretaria de Cultura do Governo do Estado da Bahia.
- Revoada é uma produção da VPC Cinemavídeo.